# Leo Marchutz
Leo Marchutz, né le 29 août 1903 à Nuremberg et mort le 4 janvier 1976 à Aix-en-Provence, est un peintre allemand.

## Biographie
Il est le fils de Carl Marschütz (de), fondateur de l'usine de l'usine de vélo Hercules à Nuremberg. Il commence à peindre très jeune. En 1919, il découvre la peinture de Cézanne au cours d'une exposition à Munich puis il s'installe à Berlin où il copie des plâtres grecs. La même année, il vend son premier tableau L'Ascension à Max Reinhardt. En 1920, il se lie d'amitié avec Karl Ernst Osthaus. Après un séjour en Italie, il s'installe dans le sud de la France en 1928 au château Noir du Tholonet,.
En 1949, il publie ses Textes choisis de l'Évangile selon saint Luc illustré de 85 de ses lithographies.

## Collections publiques
- Metropolitan Museum of Art de New York
- Museum of Modern Art de New York
- Brooklyn Museum de New York
- Musée Wallraf-Richartz de Cologne
- Albertina museum de Vienne
- Lenbachhaus de Munich
- Musée Granet d'Aix-en-Provence
- Université de Rome « La Sapienza »

## Expositions
- 1947 : exposition conjointe avec Esther Worden Day (en), Université de Louisville.
- 1957 : Fraenkische Galerie, Nuremberg.
- 1962 : Galerie Spinazzola, Aix-en-Provence.
- 1969 : exposition, Memphis.
- 1970 : Galerie d’Art « La Muraille », Besançon.
- 1972 : exposition, Abbaye de Silvacane.
- 1973 : St. John’s College, Santa Fe (Nouveau-Mexique).
- 1977 : Jardin de Flore, Paris.
- 1977 : bibliothèque Méjanes, Aix-en-Provence.
- 1978 : Lumières de Léo Marchutz, 50 ans de peintures, dessins, lithographies, Musée des Tapisseries, Aix-en-Provence.
- 1997 : Léo Marchutz et la Route de Cézanne, Wayne Art Center (en) de Philadelphie et Lighthouse Gallery de Palm Beach.
- 1997 : Léo Marchutz, lithographies : Sainte-Victoire et vieilles rues d'Aix, librairie-galerie Alain Paire, Aix-en-Provence.
- 2006 : Hommage à Léo Marchutz, Musée Granet, Aix-en-Provence.
- 2017 : galerie Vincent Bercker, Aix-en-Provence.